# Kauko Solonen
Kauko Antero Solonen, född 11 oktober 1921 i Kortesjärvi, död 2018 , var en finländsk läkare, specialist i kirurgi, ortopedi och handkirurgi.
Solonen blev medicine och kirurgie doktor 1957 och verkade 1959–1982 som docent i ortopedi vid Helsingfors universitet. Han var 1969–1984 överläkare vid handkirurgiska avdelningen vid Invalidstiftelsens ortopediska sjukhus och 1979–1984 ledande överläkare vid sjukhuset.
Under Solonens ledning har den finländska handkirurgin utvecklats och mikrokirurgin tagits i bruk inom ortopedin och handkirurgin. Hans vetenskapliga arbeten rör handkirurgi, mikrokirurgi, vävnadstransplantat och handtrauman. Han erhöll professors titel 1982.